# هرگز نگو بمیر
هرگز نگو بمیر (انگلیسی: Never Say Die) (به چینی: 羞羞的铁拳؛ به معنای کلمه: مشت آهنین خجالتی) یک فیلم کمدی، فانتزی و ورزشی چینی محصول سال ۲۰۱۷ به کارگردانی سونگ یانگ و ژانگ چییو است. فیلمنامه اقتباسی از کمدی صحنه‌ای محبوب به همین نام می‌باشد، این فیلم در ۳۰ سپتامبر ۲۰۱۷ در چین منتشر شد. طبق گزارش هالیوود ریپورتر، این فیلم پردرآمدترین فیلم کمدی تا کنون در یک بازار باکس آفیس بود.
این فیلم سومین پرفروش‌ترین فیلم در چین در سال ۲۰۱۷ است، و ششمین پرفروش‌ترین فیلم تاریخ در این کشور می‌باشد، با فروش ۳۳۴ میلیون دلار آمریکا.

## داستان
آدیسون (با بازی آلن) که از طریق زدن مشت‌های ساختگی امرار معاش می‌کند، در اصل دشمن ما شیائو (با بازی ما لی)، گزارشگر ورزشی با حس عدالت‌خواهی قوی بود. به‌طور غیرمنتظره‌ای بر اثر برق گرفتگی تصادفی، بدن مردان و زنان عوض شد. پس از سردرگمی جنسیتی، این دو به یکدیگر خیانت کردند و زلزله بزرگی را در دنیای بوکس ایجاد کردند. آنها همچنین اسرار دنیای جعلی بوکس را فاش کردند و دردسرهای زیادی به بار آوردند.